# Salto di Quirra

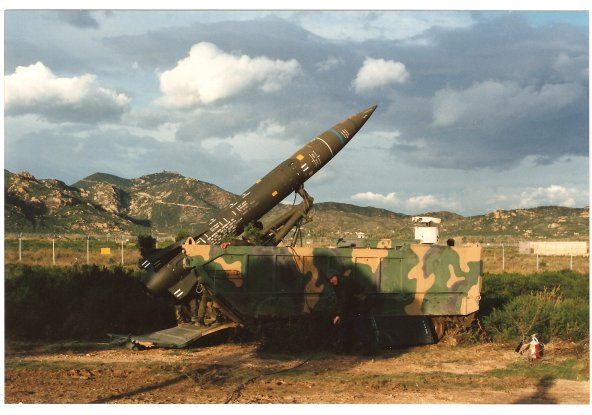

Salto di Quirra est un centre militaire inter-armes italien situé sur la côte sud-est de la Sardaigne utilisé à la fois pour effectuer des essais de missiles ou de fusées civiles et en tant que base d'entraînement des différentes armes pour la pratique du tir de missiles. Le centre a joué un rôle important dans le programme spatial italien.

## Situation géographique
Le centre, baptisé officiellement Poligono Sperimentale e di Addestramento Interforze Salto di Quirra (PISQ), a une superficie de 120 km2 et est situé dans une zone montagneuse sur la cote orientale de la Sardaigne, entre les agglomérations de Perdasdefogu au nord, Ballao à l'ouest et Muravera au sud. Les essais de fusées se déroulent en bord de mer dans un sous-ensemble de 20 km2 situé entre le Capo San Lorenzo au nord et Capo Bellavista au sud.

## Utilisation par le programme spatial italien
Salto di Quirra appartenait en 1956 au centre de recherches de l'Armée de l'Air italienne dirigé par Luigi Broglio. En 1959 le Conseil National de la Recherche italienne et l'unité dirigée par Broglio développent les premières fusées sondes italiennes de type C-41 (en) pour une étude de la haute atmosphère et utilisent le polygone pour les lancer. Ce programme est poursuivi en coopération avec la NASA avec le lancement en 1961 de fusées-sondes Nike-Cajun (en) de construction américaine. Par la suite l'organisation spatiale européenne de l'époque, l'ESRO, utilise à plusieurs reprises jusqu'en 1972 le site pour lancer des fusées-sondes de type Skylark et Centaure destinées à étudier l'ionosphère et l'exosphère terrestre. En 1985 un banc d'essais est construit pour mettre au point les propulseurs d'appoint des fusées Ariane 3 et Ariane 4. Par la suite ces installations sont également utilisées pour tester les deuxième et troisième étage du lanceur léger européen Vega de conception italienne. En 1992 l'Italie effectue le seul tir du lanceur Scout 2 version fortement modifiée du lanceur léger américain. Le site est également utilisé pour les trois essais du missile balistique italien Alfa au milieu des années 1970.

## Impact sur l'environnement
Les essais ont dispersé pendant des décennies quantité de produits toxiques et cancérigènes dans l'atmosphère tels que du thorium, de l'arsenic, du cobalt et du titane.